# Tempo

Tempo (din italianul tempo - „timp”, plural - tempi) indică viteza de execuție (interpretare) a unei lucrări muzicale. Este indicat în cuvinte sau, mai exact, în numărul de timpi (bătăi) pe minut (bpm). Instrumentul de măsură pentru tempo este metronomul.
- Largisimo - foarte, foarte rar (20 bpm sau mai puțin)
- Grave - rar și solemn (20-40 bpm)
- Lento - rar, lent (40-60 bpm)
- Largo - rar, larg (40-60 bpm)
- Larghetto - destul de larg (60-66 bpm)
- Adagio - rar și ușor (66-76 bpm)
- Adagietto - destul de rar (70-80 bpm)
- Andante moderato - puțin mai rar decât andante (70-80 bpm)
- Andante - la pas, mergând/rar (76-108 bpm)
- Andantino - puțin mai repede decât andante
- Moderato - moderat (101-110 bpm)
- Allegretto - repejor (dar mai încet decât allegro)
- Allegro moderato - repede moderat (112-124 bpm)
- Allegro - repede (120-139 bpm)
- Vivace - iute, vioi, plin de viață(≈140)
- Vivacissimo - foarte repede si vioi
- Allegrissimo - foarte repede
- Presto - foarte repede (168-200 bpm)
- Prestissimo - extrem de repede (mai mult de 200 bpm)

## Calificativi comuni
- comodo - convenabil, moderat
- con bravura - cu îndemânare
- con brio - cu vitalitate si spirit
- con fuoco - cu foc
- con moto - cu mișcare
- deciso - decisiv
- fugato - în stil de fugă
- in modo - în stil de, de exemplu in modo napolitano (in stil napolitan), in modo di marcia funebre (în stil de marș funebru)
- meno - mai putin, de exemplu meno mosso (puțin mai încet)
- misterioso - misterios
- molto - mult, foarte, de exemplu molto allegro (foarte repede), molto adagio (foarte rar)
- non troppo - nu prea mult, de exemplu allegro non troppo (sau allegro ma non troppo), adică (repede, dar nu prea repede)
- non tanto - nu atât de mult
- più - mai, de exemplu più allegro (mai repede)
- piuttosto - destul, de exemplu piuttosto allegro (destul de repede)
- poco - puțin, de exemplu poco allegro (puțin repede)
- poco a poco - din ce în ce, de exemplu poco a poco allegro (din ce în ce mai repede)
- primo - principal, de exemplu tempo primo(același tempo ca la început)
- risoluto - cu încredere, cu determinare
- quasi - aproape, ca și când, de exemplu Più allegro quasi presto (mai repede, ca și când ar fi presto)
- sostenuto - prelungit, susținut
- subito - brusc, pe neasteptate.

## Calificativi de stare
- Affetuoso - cu afectivitate
- Agitato - agitat
- Appassionato - pasional
- Animato - animat, vioi
- Brillante - strălucitor, de exemplu Allegro brillante
- Bravura - larg
- Cantabile - cantabil (liric și curgător)
- Dolce - dulce
- Energico - energic, puternic, cu forță
- Eroico - eroic
- Espressivo - expresiv
- Furioso - cu mânie, cu furie
- Giocoso - jucăuș, amuzant
- Grandioso - magnific, grandios
- Grazioso - grațios
- Lacrimoso - trist, lacrimogen
- Lamentoso - lamentos, jelitor
- Leggiero - ușor, lejer
- Legiadro - ușor și grațios
- Maestoso - maestos (în general indică o parte lentă, solemnă, în ritm de marș lent)
- Malinconico - melancolic
- Marcato - tempo de marș
- Marziale - în stil de marș
- Mesto - trist, jelitor
- Morendo - muritor
- Nobilmente - cu noblețe
- Patetico - cu mult sentiment
- Pesante - greu
- Saltando - săltăreț, repede și scurt
- Scherzando - jucăuș
- Spiccato - în stil săltăreț
- Tenerezza - cu tandrețe
- Tranquillamente - calm
- Trionfante - triumfător
- Vivace - cu viață (de obicei indică o parte rapidă)

Schimbarea tempoului poate fi indicată astfel: 
- Accelerando — mai repede
- Ritardando — mai încet (in sensul de "mai rar")
- Rubato — libera ajustarea a tempoului pentru expresivitate (de exemplu, folosita în doinele și unele colinde românești)